# Area 4 di Brodmann
L'area 4 di Brodmann è un'area della corteccia cerebrale umana. È la principale area dedicata al controllo motorio volontario, per questo definita corteccia motoria primaria.

## Topografia
L'area 4 di Brodmann è situata nella parte posteriore del lobo frontale, a ridosso del solco centrale; confina anteriormente con il solco precentrale e si estende lateralmente fino alla scissura di Silvio.

## Struttura
Quest'area di corteccia penale, come affermato da Wilder Penfield e altri, ha lo schema di homunculus. Ha le gambe e tronco piegati sulla linea mediana; braccia e mani sono lungo il centro dell'area qui mostrata; la faccia è vicina al fondo della figura. Questo perché l'area 4 di Brodmann ha circa la stessa locazione della corteccia motoria primaria, e qui l'homunculus è detto homunculus motorio.
Nell'area 4 troviamo uno strato piramidale interno ricco di cellule piramidali giganti. Lo strato dei granuli interno è quasi assente così come il confine tra lo strato piramidale esterno (III) e quello interno (V). C'è una graduale transizione dallo strato multiforme (VI) alla sottostante sostanza bianca .

## Galleria d'immagini

Animazione
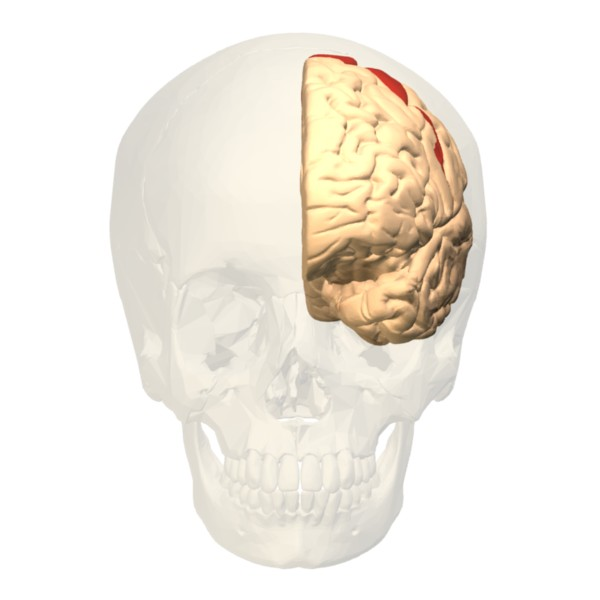
Vista frontale
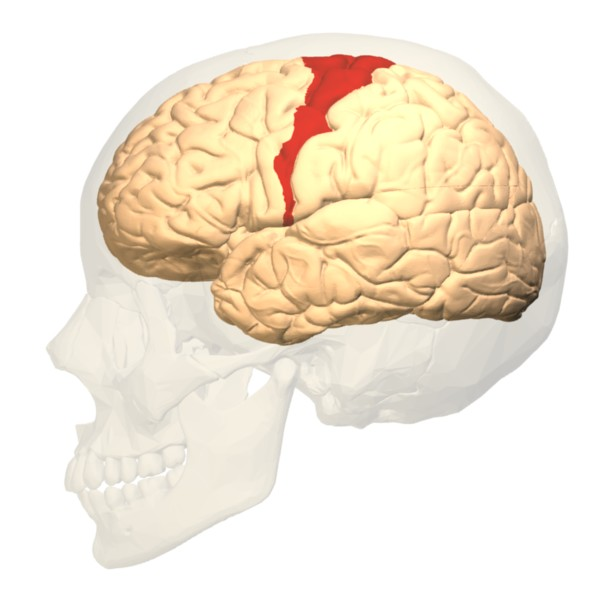
Vista laterale
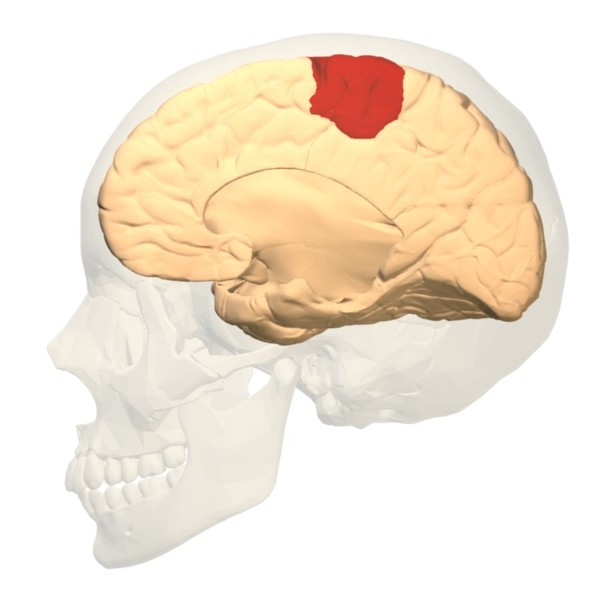
Vista mediale
Superficie laterale

## Collegamenti
Aree di Brodmann